# Estadio Municipal Perivolia
El Estadio Municipal Perivolia (en griego: Δημοτικό Γήπεδο Περιβολίων) es un estadio de fútbol ubicado en la ciudad de Platanias, Grecia. Fue construido en 1959 y posee actualmente una capacidad para 4,000 personas. El estadio es utilizado por el club de fútbol AO Platanias de la Superliga de Grecia.
En 2012 con el ascenso del AO Platanias a la Superliga griega, en tiempo récord, se llevaron a cabo proyectos de expansión y modernización de infraestructura para alcanzar el nivel establecido por el organizador del campeonato.
Desde entonces, este lugar deportivo se ha transformado en un moderno estadio de fútbol con dos gradas (una con techo), un teatro periodístico, vestuarios completamente nuevos para atletas y árbitros, un centro médico, una oficina, un gimnasio. un área de observación de carreras, una sala de prensa y otras instalaciones.